# Рунар Тоур Сигюргейрссон
Рунар Тоур Сигюргейрссон (исл. Rúnar Þór Sigurgeirsson; род. 28 декабря 1999, Исландия) — исландский футболист, защитник клуба «Виллем II» и сборной Исландии.

## Клубная карьера
Сигюргейрссон — воспитанник клуба «Кеблавик». 12 августа 2018 года в матче против «Акюрейри» Рунар Тоур дебютировал в составе клуба. 11 мая 2019 года в поединке против «Магни» он забил дебютный гол в Первой лиге.
В 2023 году перешёл в шведский «Эстер». 4 апреля в матче против «Хельсингборга» Сигюргейрссон провёл первый матч в Суперэттане. 29 июля в поединке против «Йёнчёпингс Сёдра» он забил дебютный гол за «Эстер».
Летом 2023 года стал игроком нидерландского клуба «Виллем II». 5 сентября против НАК Бреда Рунар Тоур провёл первый матч в Эрстедивизи. 29 января 2024 года в матче против «Йонг ПСВ» он забил дебютный гол за новый клуб.

## Международная карьера
30 мая 2021 года в товарищеском матче против сборной Мексики Сигюргейрссон дебютировал в составе национальной сборной Исландии.
| Матчи Сигюргейрссона за сборную Исландии | Матчи Сигюргейрссона за сборную Исландии | Матчи Сигюргейрссона за сборную Исландии | Матчи Сигюргейрссона за сборную Исландии | Матчи Сигюргейрссона за сборную Исландии | Матчи Сигюргейрссона за сборную Исландии |
| ---------------------------------------- | ---------------------------------------- | ---------------------------------------- | ---------------------------------------- | ---------------------------------------- | ---------------------------------------- |
| №                                        | Дата                                     | Соперник                                 | Счёт                                     | Голы                                     | Соревнование                             |
| 1                                        | 30 мая 2021                              | Мексики                                  | 1:2                                      | —                                        | товарищеский матч                        |
| 2                                        | 6 ноября 2022                            | Саудовская Араваия                       | 0:1                                      | —                                        | товарищеский матч                        |